# 克吕盖勒
克吕盖勒（法語：Cruguel，法語發音：[kʁyɡɛl]）是法国莫尔比昂省的一个市镇，属于蓬蒂维区。

## 地理
克吕盖勒（47°52'43"N, 2°35'44"W）面积17.17 平方千米，位于法国布列塔尼大區莫尔比昂省，该省份为法国西北部沿海省份，位于布列塔尼半岛南部，北起阿摩尔滨海省、西接菲尼斯泰尔省，南濒大西洋，东南接大西洋卢瓦尔省，东临伊勒-维莱讷省。
与克吕盖勒接壤的市镇（或旧市镇、城区）包括：盖贡、圣塞尔旺、利济奥、普吕姆莱克、比利奥、盖埃诺。

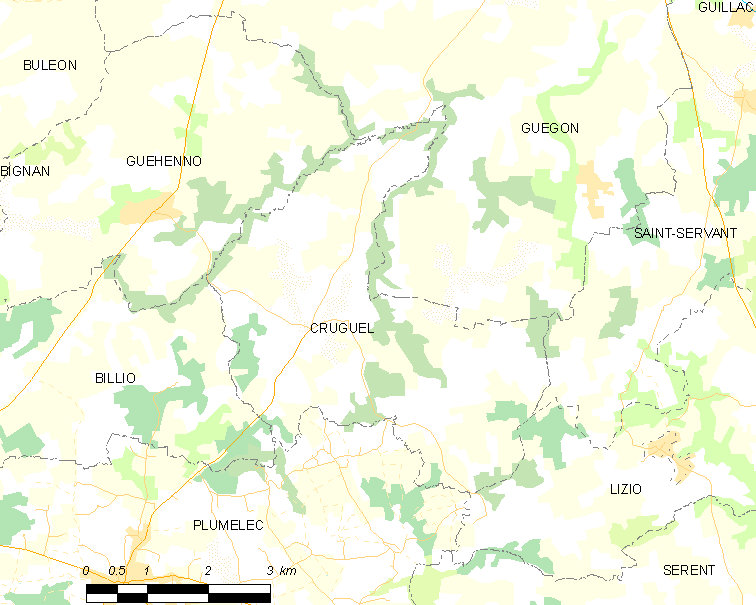
克吕盖勒的OSM定位图

克吕盖勒的时区为UTC+01:00、UTC+02:00（夏令时）。

## 行政
克吕盖勒的邮政编码为56420，INSEE市镇编码为56051。

## 政治
克吕盖勒所属的省级选区为普洛埃梅勒县。

## 人口

1962-2008年间克吕盖勒人口变化图示

克吕盖勒于2022年1月1日时的人口数量为661人。